# Табалаешти (Васлуј)
Табалаешти (рум. Tăbălăești) насеље је у Румунији у округу Васлуј у општини Бунешти Аверешти. Oпштина се налази на надморској висини од 170 m.

## Становништво
Према подацима из 2002. године у насељу је живело 247 становника, од којих су сви румунске националности.